# Куровський Іван Іванович
Іва́н Іва́нович Куро́вський (нар. 28 червня 1951, с. Скаржинці, Хмільницький район, Вінницька область) — український політик, будівельник, благодійник. Генеральний директор фірми «Житлобуд». Власник ПП «Агропрогрес». Народний депутат України (2006–2014). Колишній голова Чернігівської обласної організації партії ВО «Батьківщина» (з 2006 до 2011). Член депутатської фракції Партії регіонів з 12 грудня 2012 р.

## Освіта
- Київський інженерно-будівельний інститут (1968–1973), інженер-будівельник.

## Кар'єра
- Жовтень 1973 — червень 1979 — майстер, виконроб, начальник дільниці БМУ-2 тресту «Хімметалургбуд» (місто Калуш).
- Червень 1979 — листопад 1985 — старший виконроб, начальник БМУ-35.
- Листопад 1985 — травень 1992 — головний інженер тресту «Броварипромжилбуд».
- Травень 1992 — лютий 1993 — головний інженер, виробничий директор колективного підприємства «Макро».
- Лютий 1993 — травень 1996 — генеральний директор ТОВ «Інвестиційно-будівельна компанія» (місто Київ).
- Червень 1996 — грудень 2005 — генеральний директор ТОВ «Житло-буд» (місто Київ).
- Грудень 2005 — травень 2006 — старший науковий співробітник Науково-дослідного інституту будівельної механіки Київського національного університету будівництва і архітектури.

## Політична діяльність
Обирався депутатом Бобровицької районної ради Чернігівської області.
Народний депутат України 5-го скликання з 25 травня 2006 до 12 червня 2007 від «Блоку Юлії Тимошенко», № 65 в списку. На час виборів: старший науковий співробітник Науково-дослідного інституту будівельної механіки Київського національного університету будівництва і архітектури, безпартійний. Член фракції «Блок Юлії Тимошенко» (з 25 травня 2006). Член Комітету з питань бюджету (з 18 липня 2006). 12 червня 2007 достроково припинив свої повноваження під час масового складення мандатів депутатами-опозиціонерами з метою проведення позачергових виборів до Верховної Ради.
Народний депутат України 6-го скликання з 23 листопада 2007 від «Блоку Юлії Тимошенко», № 65 в списку. На час виборів: генеральний директор ТОВ «Житло-Буд», член партії ВО «Батьківщина». Член фракції «Блок Юлії Тимошенко» (23 листопада 2007 — 1 лютого 2011). Виключений з фракції через голосування за внесення змін до Конституції в частині проведення чергових виборів парламенту та президента. Член Комітету з питань бюджету (з 26 грудня 2007).
За інформацією руху «Чесно» у період здійснення депутатських повноважень у Верховній Раді України 6-го скликання народний депутат України Куровський Іван Іванович неодноразово порушував принцип особистого голосування на засіданнях Верховної Ради України.
Народний депутат України 7-го скликання з 12 грудня 2012 р. Самовисуванець по виборчому округу № 209, Чернігівська область. Член депутатської фракції Партії регіонів.

## Відзнаки
- Заслужений будівельник України (з 1999)[4].
- Лауреат державної премії України в галузі архітектури (2000)[5].
- Орден «За заслуги» ІІІ (серпень 2003)[6],
- Орден «За заслуги» ІІ ступенів (серпень 2011)[7].

## Родина
Дружина — Ольга Яківна. Має двох дітей: сина Олега та доньку Галину.